# Alexander Lohr
Alexander Löhr (Drobeta-Turnu Severin, Roménia, 20 de maio de 1885 - 26 de fevereiro de 1947, Belgrado, Sérvia) foi um militar austríaco que, depois de a Áustria ser anexada pela Alemanha Nazi, passou a ser militar da força aérea alemã, a Luftwaffe. Lohr serviu na Luftwaffe durante a Segunda Guerra Mundial e foi um de apenas três austríacos que chegaram ao posto de coronel-general dentro da Wehrmacht. Os outros dois foram Erhard Raus e Lothar Rendulic. Lohr rendeu-se às forças jugoslavas em Maio de 1945 e foi feito prisioneiro até Fevereiro de 1947. Foi julgado e condenado por crimes de guerra.